# جوزپه دلا واله

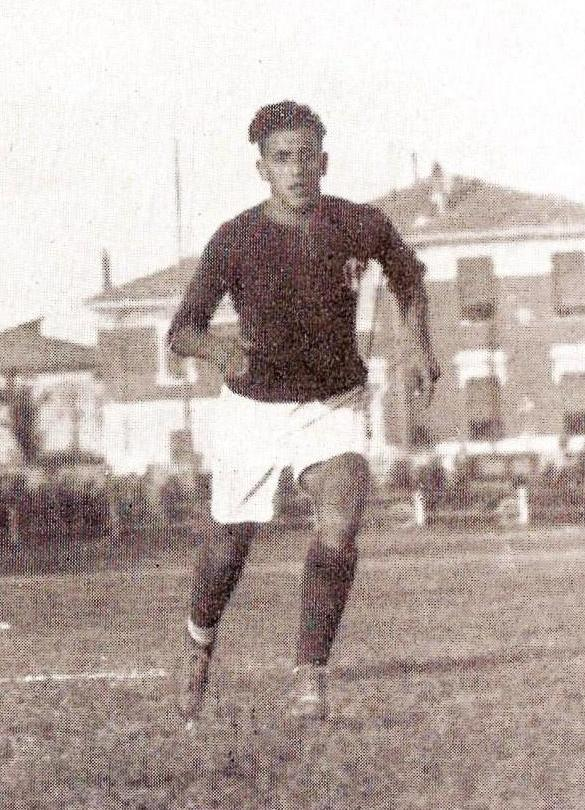
جوزپه دلا واله

جوزپه دلا واله (به ایتالیایی: Giuseppe Della Valle) بازیکن فوتبال اهل ایتالیا است که از سال ۱۹۲۳ میلادی عضو تیم ملی فوتبال ایتالیا بوده و در ۱۷ بازی ملی حضور داشته‌است. او در بازی‌های ملی‌اش ۶ گل به ثمر رساند.
جوزپه دلا واله آخرین بازی ملی خود را در سال ۱۹۳۰ میلادی انجام داد.